# Cardenólido
Un cardenólido es un tipo de esteroide. Muchas plantas contienen derivados de esteroides, conocidos colectivamente como cardenólidos, incluyendo muchos en la forma de glucósidos cardenólidos (cardenólidos que contienen grupos estructurales derivados de azúcares). Los glucósidos cardenólidos son a menudo tóxicos porque pueden producir parada cardiorrespiratoria.

## Etimología
Supuestamente, el término deriva del griego καρδία kardia = "corazón" y el sufijo -enólido. No se debe confundir con cardanólida que no presentan un doble enlace en el anillo lactónico.
Los cardenólidos son esteroides de 23 átomos de carbono con grupos metilo en 10 y 13 y una lactona de cinco miembros (específicamente una bufenólida) en 17). Son constituyentes de las geninas de glucósidos cardíacos y deben tener al menos un doble enlace en la molécula. La clase incluye cardadienólidos y cardatrienólidos. Los miembros incluyen:
- Acetildigitoxina.
- Acetildigoxina.
- Cumarina.
- Digitoxina.
- Digitoxigenina.
- Digoxigenina.
- Digoxina.
- Medigoxina.
- Neoconvallósido.
- Ouabaína.
- Estrofantina.
- Estrofantidina.

La marinobufagenina es similar en estructura y funciones.

## Estructura
Los cardenólidos son compuestos orgánicos caracterizados por un núcleo esteroideo (genina o aglicona) que cuenta con un grupo hidroxilo en la posición C14 y un anillo lactónico insaturado de cinco miembros en la posición C17. Varias de las demás posiciones de la fracción genina pueden tener también sustituyentes como grupos hidroxilo, formilo o acetilo. Hasta la fecha, las plantas de los géneros Digitalis e Isoplexis son las únicas fuentes viables desde el punto de vista económico para la producción de estos metabolitos secundarios a escala industrial, de ahí que haya existido siempre un gran interés en el desarrollo de estrategias para fomentar su producción
En la actualidad varios cardenólidos, principalmente la digoxina y sus derivados, son utilizados en la terapia cardíaca. Su importancia es tal que no han podido ser sustituidos hasta la fecha, al menos en el tratamiento a gran escala.

## Como mecanismo de defensa
Algunas especies de plantas y animales utilizan cardenólidos como mecanismos de defensa, sobre todo las mariposas del algodoncillo. Especies como la Danaus plexippus y la Danaus gilippus almacenan los cardenólidos que han conseguido como larvas cuando se alimentan principalmente de algodoncillo (Asclepias). El contenido de cardenólidos en las mariposas disuade a depredadores vertebrados con algunas excepciones de los depredadores tolerantes de los cardenólidos como los orioles de copia de negro (Icterus abeillei) y los grosbeaks de cabeza negra (Pheucticus melanocephalus) que representan el 60 % de la mortalidad de la mariposa monarca en los sitios de hibernación en el centro de México.